# Жирар, Шарль Фредерик
Шарль Фредери́к Жира́р (фр. Charles Frédéric Girard; 8 марта 1822 — 29 января 1895) — французский биолог.

## Биография
Шарль Фредерик Жирар родился 8 марта 1822 года в городе Мюлузе. Изучал биологию в Нёвшателе в Швейцарии. 
В 1847 году работал в Гарвардском университете ассистентом профессора Агассиса. 
Через три года Спенсер Фуллертон Бэйрд пригласил его в Смитсоновский институт, где Жирар работал с постоянно растущей коллекцией рептилий, амфибий и рыб. Он проработал там 10 лет и за это время опубликовал много статей (многие в соавторстве с Бэйрдом), посвящённых описанию фауны Америки. 
В 1854 году Жирар получил американское гражданство. В 1859–1861 гг. жил во Франции. В годы Гражданской войны в США (1861–1865 гг.) примкнул к армии Конфедерации и работал хирургом. По окончании войны возвратился во Францию и продолжил занятия медициной. 
Участвовал во Франко-прусской войне и опубликовал важный труд о тифе.
Шарль Фредерик Жирар умер 29 января 1895 года в городке Нёйи-сюр-Сен.